# Delosperma
Delosperma es un género con unas 100 especies de plantas suculentas perteneciente a la familia Aizoaceae. La familia se distribuye por el sur y este de  África.

## Taxonomía
Delosperma fue descrita por el taxónomo y botánico inglés; Nicholas Edward Brown, y publicado en Gard. Chron., ser. 3, 78: 412 (1925), in clave ; N.E.Br. in Burtt Davy, Man. Pl. Transvaal 1: 39, 156, 157 (1926) [descr. ampl.]. La especie tipo es: Delosperma echinatum (Lam.) Schwantes; Lectotypus [M.Lavis, in J. S. African Bot.. 33: 313 (1967)]
Etimología
Delosperma: nombre genérico que deriva de las palabras griegas: delos = "abierto" y sperma = "semilla"  donde hace referencia al hecho de que las semillas son visibles en las cápsulas abiertas.

## Especies seleccionadas

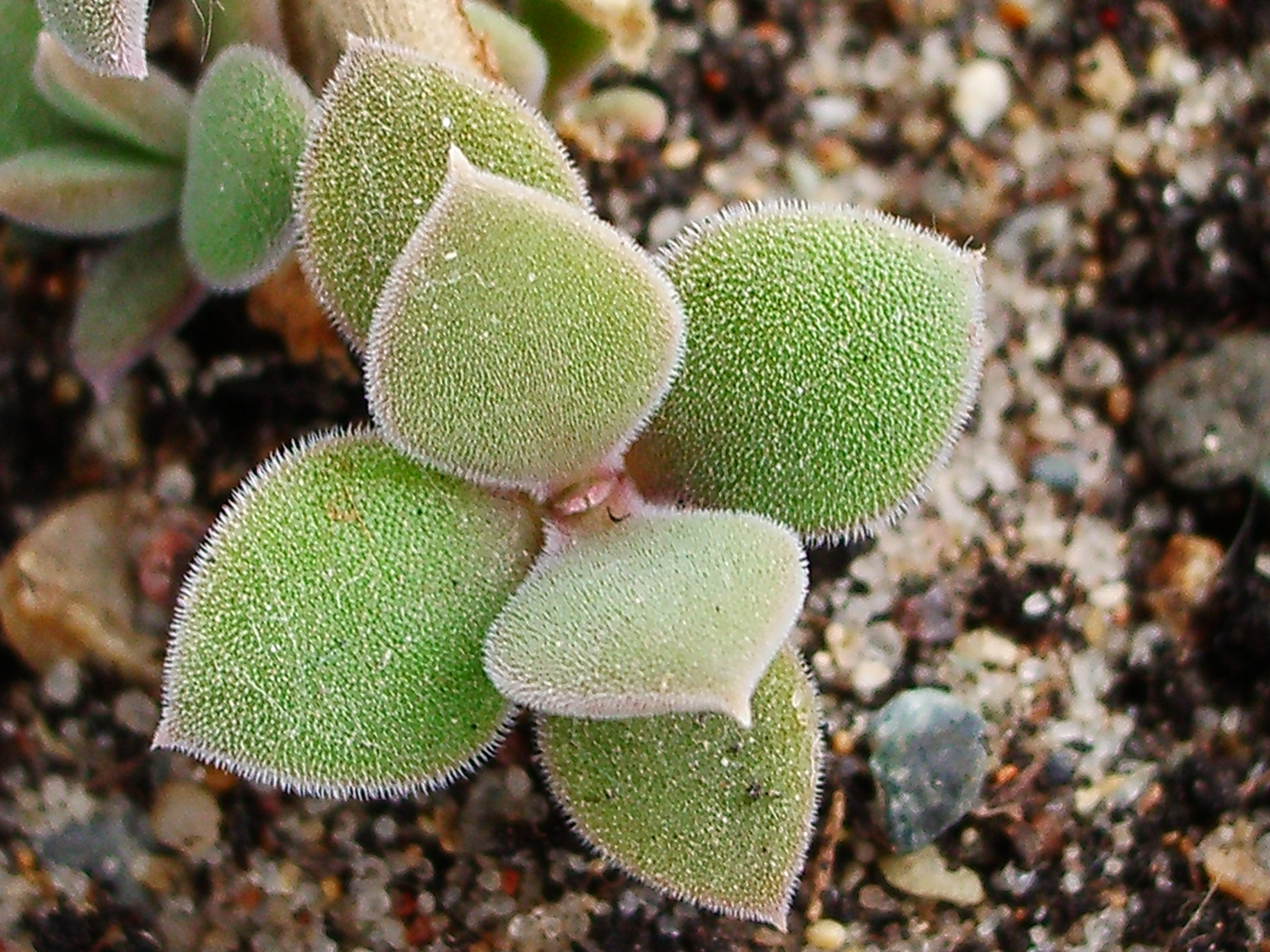
Delosperma jansei.

- Delosperma cooperi
- Delosperma echinatum
- Delosperma floribundum
- Delosperma tradescantioides

## Alcaloides
Especies que contienen alcaloides, dimetiltriptamina:
- Delosperma acuminatum[2]
- Delosperma cooperi[3]
- Delosperma ecklonis[3]
- Delosperma esterhuyseniae[3]
- Delosperma hallii[3]
- Delosperma harazianum[3]
- Delosperma hirtum[3]

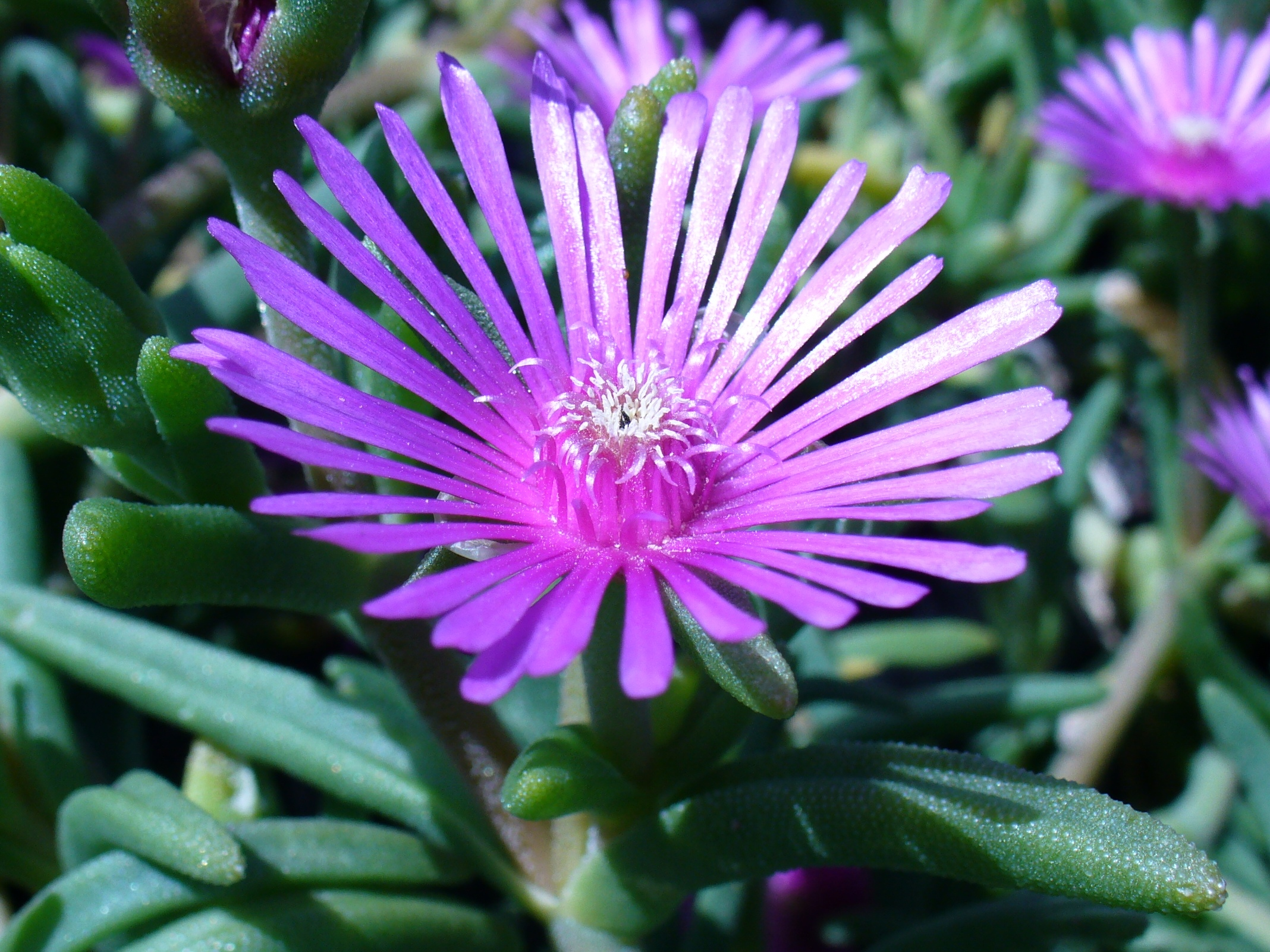
Delosperma lydenburgense.

- Delosperma hallii aff. litorale St. Fancis Bay[3]
- Delosperma lydenburgense[3]
- Delosperma nubigenum[3]
- Delosperma pageanum[3]
- Delosperma pergamentaceum[3]
- Delosperma tradescantiodes[3]